# Leuctra aculeata
Leuctra aculeata is een steenvlieg uit de familie naaldsteenvliegen (Leuctridae). De wetenschappelijke naam van de soort is voor het eerst geldig gepubliceerd in 1982 door Zwick.